# Дюрхауг, Никлас
Никлас Дюрхауг (норв. Niklas Dyrhaug; род. 6 июля 1987 года, Тронхейм) — норвежский лыжник, двукратный чемпион мира в эстафетах (2015 и 2017). Специализируется в дистанционных гонках.

## Спортивная карьера
В 2015 году в Фалуне Дюрхауг стал чемпионом мира в эстафете 4×10 км, в скиатлоне занял 7-е место.
В Кубке мира Дюрхауг дебютировал в 2009 году, в феврале 2012 года одержал, пока единственную в карьере, победу на этапе Кубка мира, в эстафете. Лучшим достижением Дюрхауга в общем итоговом зачёте Кубка мира является 16-е место в сезоне 2011/12.